# China Daily
A China Daily (kínai: 中国日报; pinjin: Zhōngguó Rìbào) angol nyelvű napilap, melyet Kínában nyomtatnak.
A China Daily első száma 1981. június 1-jén jelent meg. 200 000 példányban nyomtatták ki. Peking Chaoyang kerületében nyomtatják. Európában és az Amerikai Egyesült Államokban is megjelenik. Magyar kiadása egyelőre nincs. A China Today újságban sokszor találunk hivatkozásokat a China Daily-re. A China Daily Group média csoportba tartozik még a 21st Century, Beijing Weekend, China Business Weekly, a China Daily Hong Kong Edition és a Shanghai Star. A China Daily az Asia News Network része. A nyolc oldalas napilap hétfőtől szombatig jelenik meg. 1981-ben az újságírók zöme kínai volt, akiket nyugati intézményekben képeztek ki.